# Фок (сын Эака)
Фок (др.-греч. Φῶκος) — в греческой мифологии сын Эака и нереиды Псамафы. Его имя по-гречески значит «тюлень». Может смешиваться со своим тёзкой.
Его жена Астеродия (дочь Деиона), сыновья-близнецы Крис (отец Строфия) и Панопей. Сыновья Фока поселились в уже названной так Фокиде, либо Фок с эгинцами на кораблях переправился в Фокиду. Основал город Дримею (ранее Навболеи) в Фокиде. Есть рассказ, что, когда Фок поселился в Фокиде, его друг Иасей подарил ему перстень. Они изображены в Аиде на картине Полигнота в Дельфах: юноша Фок и Иасей с бородой, Ясей снимает с левой руки перстень.
Жена Эака, Эндеида, ненавидела своего пасынка Фока и желала ему смерти. Считается, что Теламон и Пелей, сыновья Эака и Эндеиды, завидовали Фоку, так как он отличался силой и ловкостью в спортивных состязаниях. Они тянули жребий, и убить Фока, своего сводного брата, выпало Теламону. Это удалось сделать хитростью во время пятиборья, в котором Теламон и Пелей убедили его участвовать. Во время метания диска Теламон бросил не диск, а большой камень и как будто нечаянно попал им в Фока. Фок был убит. По другому рассказу, Теламон метнул диск, а Пелей ударил секирой в спину; либо один Теламон метнул диск Фоку в голову и убил его; вместе с Пелеем отнес тело в лес и закопал. По другим, убит Пелеем нечаянно. Либо убит Пелеем камнем, который служил вместо диска.
Теламон и Пелей спрятали его тело, но вскоре правда открылась, и Эак изгнал своих сыновей с острова Эгина.
За убийство своего сына Псамафа наслала на стада Пелея чудовищного болотного волка, но нереида Фетида умолила Псамафу унять гнев, и волк вместе с одним из зарезанных им быков был превращён в мраморную глыбу.
Могила Фока около Эакиона на Эгине.
Гибель Фока описывается в одном из уцелевших фрагментов поэмы «Алкмеонида».